# Jan Kaczkowski (farmaceuta)
Jan Kaczkowski (ur. 26 stycznia 1907 w Skaryszewie, zm. 3 lipca 2013 we Wrocławiu) – polski farmaceuta.

## Życiorys
Jan Kaczkowski urodził się 26 stycznia 1907 roku w Skaryszewie jako najstarszy z piątki rodzeństwa. W latach 1919−1929 uczył się w Gimnazjum i Liceum im. Jana Kochanowskiego, a w 1933 roku ukończył Oddział Farmaceutyczny Uniwersytetu Poznańskiego. W latach 1932–1933 był asystentem na Uniwersytecie Poznańskim, a następnie podjął pracę jako farmaceuta w aptece w Kutnie. Wybuch II wojny światowej zastał go w tym właśnie mieście, a już 10 września apteka została zniszczona przez bomby w czasie niemieckiego nalotu na miasto. W połowie października ewakuował się z Kutna w obawie przed prześladowaniami ze strony okupanta i wyjechał do Warszawy w poszukiwaniu pracy. Ostatecznie znalazł pracę jako farmaceuta w Łukowie, u innego wysiedlonego mieszkańca Wielkopolski.
W początkach 1940 roku otrzymał kilka ofert pracy w innych aptekach, zdecydował się wówczas wybrać starachowicką (z Wierzbnika-Starachowic koło Radomia) i pracował w niej do końca 1941 roku. Pod koniec stycznia 1942 roku wyjechał do Przemyśla, uciekając w ten sposób przed wezwaniem do wyjazdu do pracy w Niemczech. Luźno współpracował z Armią Krajową, głównie dostarczając leki lub pomagając w ukrywaniu ludzi.
W aptece w Przemyślu pracował także po wojnie, aż do jej nacjonalizacji w styczniu 1951 roku. Po nacjonalizacji apteki został zatrudniony w rzeszowskim oddziale wojewódzkim Centrali Aptek Społecznych w Przemyślu. W tej instytucji Kaczkowski pracował aż do jej likwidacji w 1956 roku, po czym powrócił do pracy kierownika, a potem zastępcy kierownika apteki. W czerwcu 1960 roku przeniósł się z rodziną do Wrocławia, gdzie objął kierownictwo apteki na Brochowie i pracował w niej aż do przejścia na emeryturę w 1979 roku. We Wrocławiu spędził resztę życia zawodowego, mieszkał tam też na emeryturze.
Z okazji setnych urodzin został przez Dolnośląską Radę Aptekarską we Wrocławiu uhonorowany tytułem honorowego członka samorządu aptekarskiego oraz odznaczony Złotą Odznaką tej organizacji.
Zmarł 3 lipca 2013 roku we Wrocławiu, pochowany na cmentarzu parafialnym na Skowroniej Górze przy ul. Działkowej.

## Życie prywatne
Żonaty, miał synów Andrzeja i Adama oraz córkę Ewę.